# Reliance (Wyoming)
Reliance – jednostka osadnicza w Stanach Zjednoczonych, w stanie Wyoming, w hrabstwie Sweetwater.